# Guchan
Guchan (okzitanisch: Gusha) ist eine französische Gemeinde mit 149 Einwohnern (Stand: 1. Januar 2022) im Département Hautes-Pyrénées in der Region Okzitanien (vor 2016 Midi-Pyrénées). Sie gehört zum Arrondissement Bagnères-de-Bigorre und zum Kanton Neste, Aure et Louron. Die Einwohner werden Guchanais genannt.

## Geographie
Die Gemeinde Guchan liegt in den Pyrenäen, etwa 15 Kilometer nördlich der Grenze zu Spanien und 30 Kilometer südsüdöstlich von Bagnères-de-Bigorre am Neste. Umgeben wird Guchan von den Nachbargemeinden Bazus-Aure im Norden, Grailhen im Osten, Camparan im Südosten und Süden, Bourisp im Süden, Vielle-Aure im Südwesten und Westen sowie Guchen im Westen und Nordwesten.

## Bevölkerungsentwicklung
| Jahr      | 1962 | 1968 | 1975 | 1982 | 1990 | 1999 | 2006 | 2013 | 2020 |
| Einwohner | 128  | 133  | 136  | 122  | 126  | 124  | 149  | 138  | 149  |

## Sehenswürdigkeiten
- Kirche Saint-Marcel aus dem 16. Jahrhundert
- Kapelle Notre-Dame-de-la-Délivrance

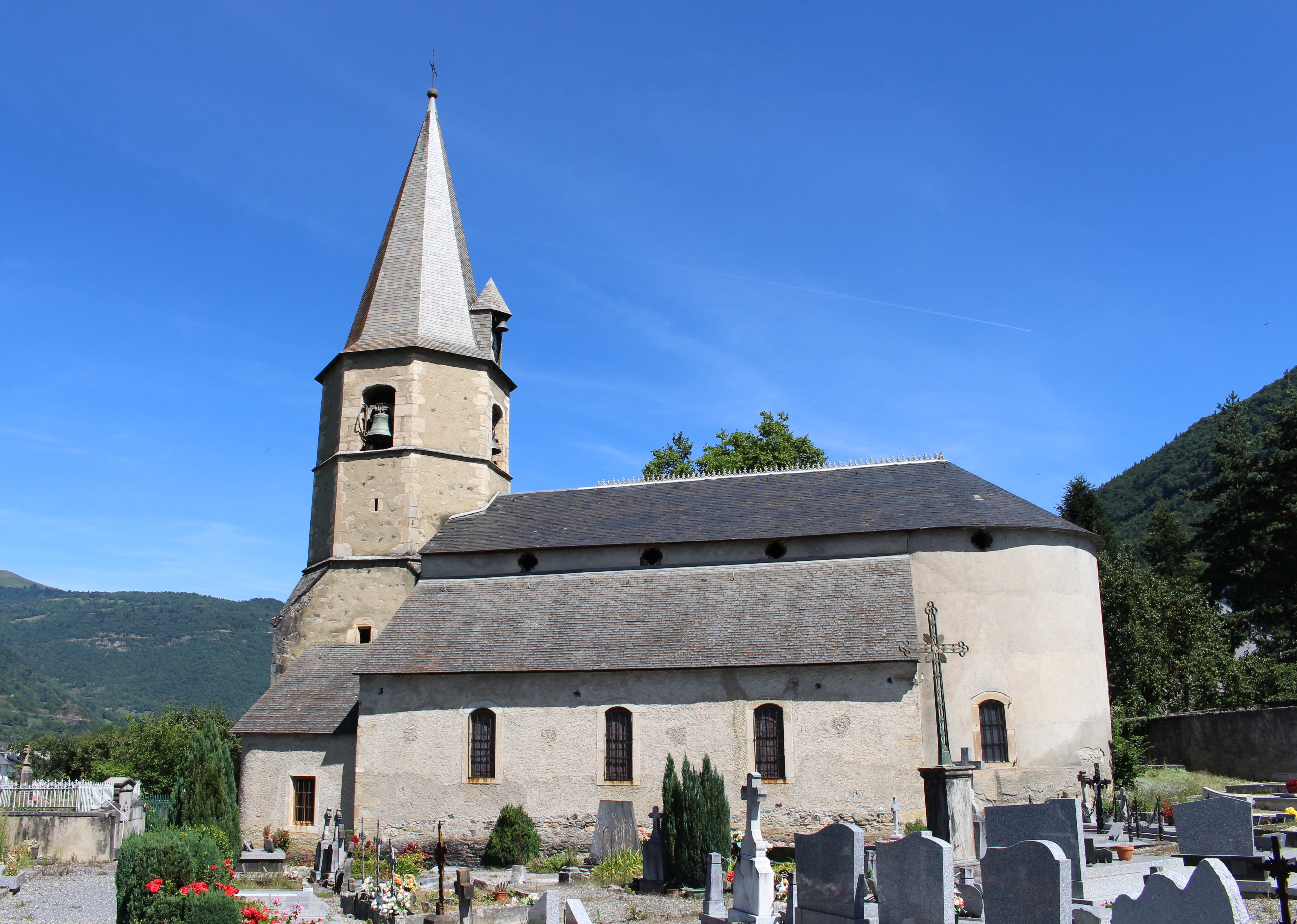
Kirche Saint-Marcel
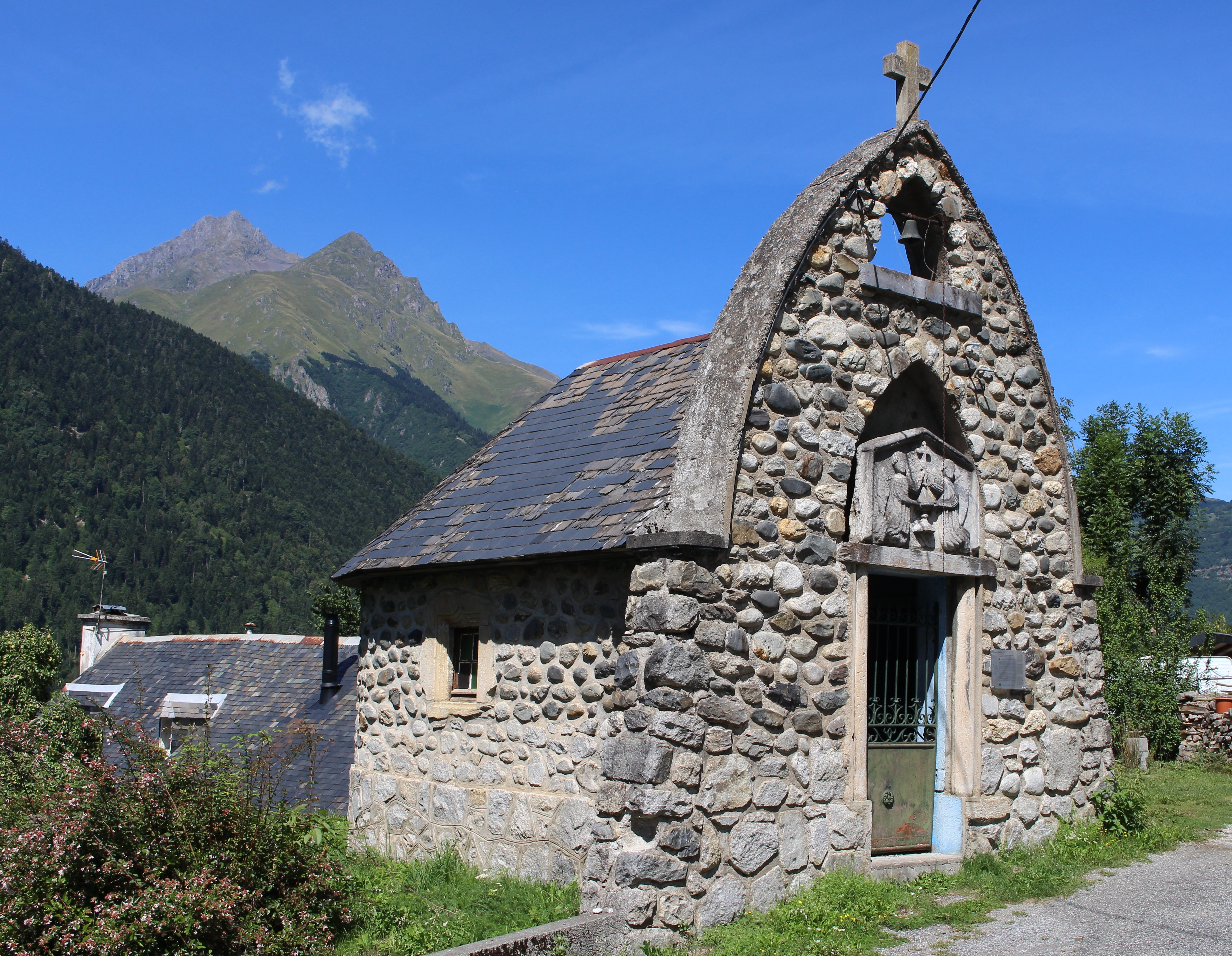
Kapelle Notre-Dame-de-la-Délivrance
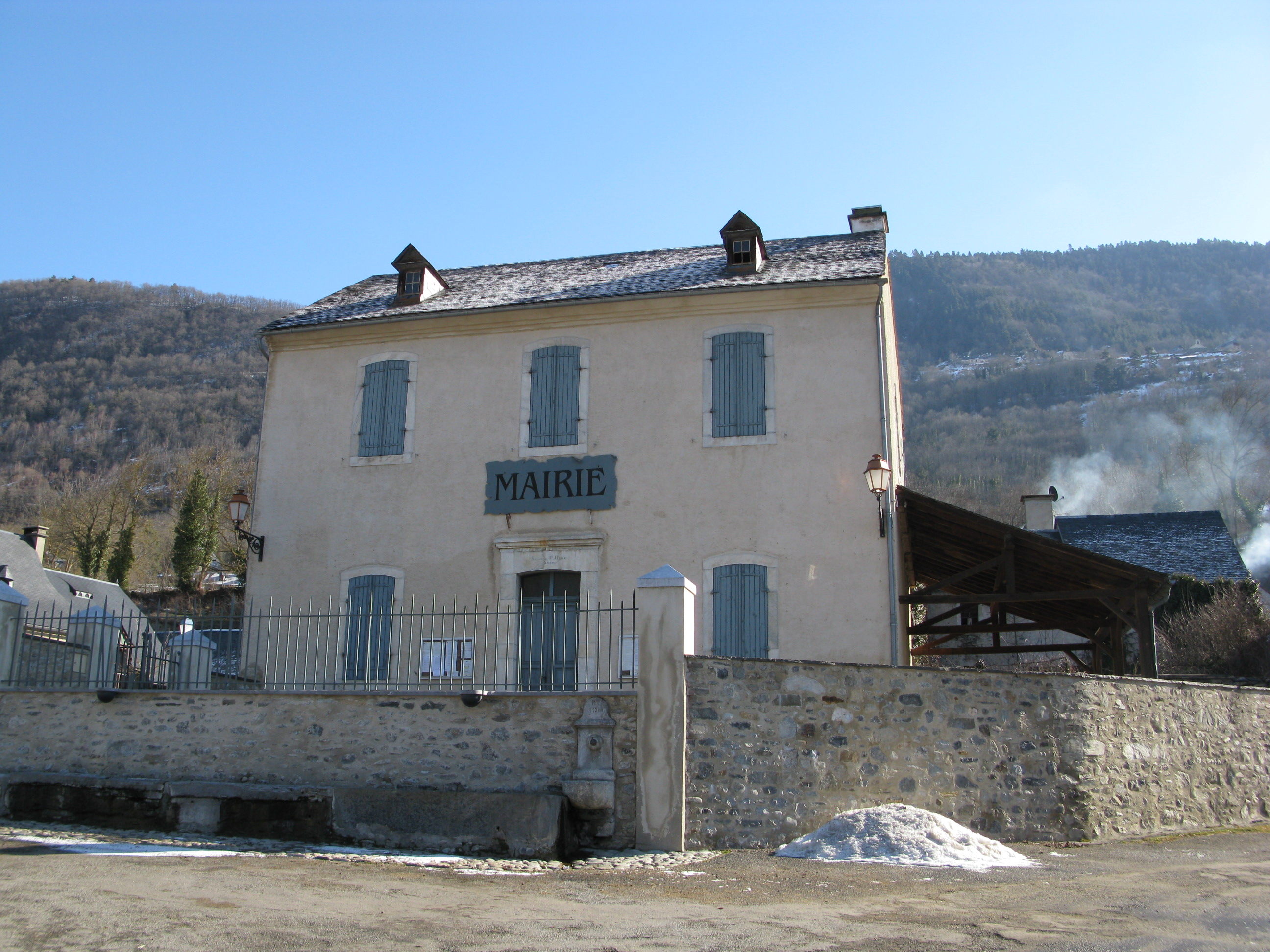
Rathaus (Mairie) von Guchan